# Massif de la Demanda
Pour les articles homonymes, voir Sierra de la Demanda.

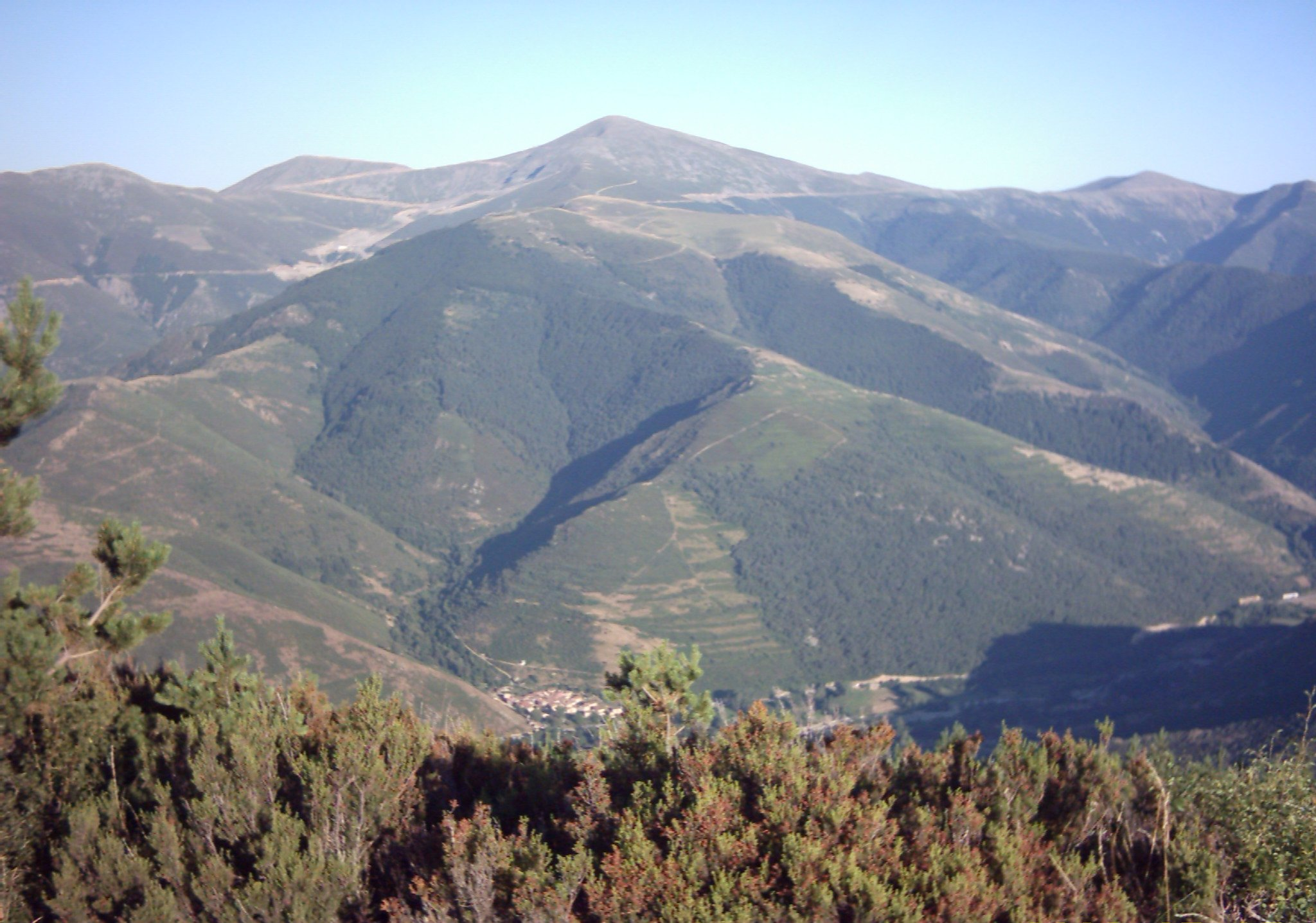
Vue du massif de la Demanda.

Le massif de la Demanda ou d'Arandio est un espace naturel protégé appartenant au système Ibérique, dans les limites des provinces de Burgos, La Rioja et Soria.
Le point culminant, situé dans La Rioja, est le mont San Lorenzo (2 271 mètres), sur les pentes duquel se trouve la station de ski de Valdezcaray.

## Géographie
Le second sommet le plus élevé est le San Millán. Sur son versant Sud se trouve la station de ski de Valle del Sol, proche de Pineda de la Sierra (Burgos).
Salas de los Infantes est le principal centre urbain au sud. Au nord du massif de la Demanda et dans la province de Burgos, Belorado et Pradoluengo sont les principales villes. Dans La Rioja, Ezcaray, Santo Domingo de la Calzada et San Millán de la Cogolla sont les villes les plus proches. L'ensemble de la chaîne, sur son versant sud, a une population approximative de 9 500 habitants, dont 2 051 vivent à Salas de los Infantes.
Sur le versant nord ressortent les monts d'Ayago, qui sont un sous-système appartenant à cette dernière. Le cours supérieur de la rivière Tirón les sépare des sommets les plus élevés du massif de la Demanda. Elles sont une partie de la frontière est de Castille-et-León (Burgos) avec La Rioja. Elle est composée par toutes les montagnes y compris dans le périmètre formé par la rivière Ciloria à l'est, le col de Pradilla (1 225 m) au sud-est, le sud et le sud-ouest par la rivière Tiron, au nord-ouest Belorado et au nord par le chemin de Saint-Jacques et route N-120. Il est constitué par l'ensemble des sommets, vallées, ravins (barrancos) et rivières qui versent leurs eaux dans la rive droite de la rivière Tiron, et presque toutes, comme cette dernière dans ses débuts, parcourent en direction sud-nord. La rivière naît à Fresneda de la Sierra Tirón dans un territoire appelé Tres Aguas (« Trois Eaux ») et aboutit à l'Èbre à la hauteur de Haro. Sur le versant Nord, près de Belorado, il y a plusieurs villages, dont Fresneña, Redecilla del Camino et San Pedro del Monte.
Une grande partie du sud de la comarque du massif de la Demanda partage son paysage, milieux de vie et liens de tout type, y compris historiques, avec la comarque de Pinares, c'est pourquoi ces villages forment la sous-comarque de Tierra Pinariega, à Burgos. En ce sens, l'alfoz de Lara était étendu au XIe siècle depuis Lara de los Infantes à Vinuesa, dans l'actuelle province de Soria.